# Blu Cantrell/Diskografie
Diese Diskografie ist eine Übersicht über die musikalischen Werke der US-amerikanischen Sängerin Blu Cantrell. Den Schallplattenauszeichnungen zufolge hat sie bisher mehr als 2,3 Millionen Tonträger verkauft, davon alleine in ihrer Heimat über 500.000. Ihre erfolgreichste Veröffentlichung ist die Single Breathe mit über 1,4 Millionen verkauften Einheiten.

## Alben

### Studioalben
| Jahr | Titel       | Höchstplatzierung, Gesamtwochen, AuszeichnungChartplatzierungen (Jahr, Titel, Platzierungen, Wochen, Auszeichnungen, Anmerkungen) | Höchstplatzierung, Gesamtwochen, AuszeichnungChartplatzierungen (Jahr, Titel, Platzierungen, Wochen, Auszeichnungen, Anmerkungen) | Höchstplatzierung, Gesamtwochen, AuszeichnungChartplatzierungen (Jahr, Titel, Platzierungen, Wochen, Auszeichnungen, Anmerkungen) | Höchstplatzierung, Gesamtwochen, AuszeichnungChartplatzierungen (Jahr, Titel, Platzierungen, Wochen, Auszeichnungen, Anmerkungen) | Höchstplatzierung, Gesamtwochen, AuszeichnungChartplatzierungen (Jahr, Titel, Platzierungen, Wochen, Auszeichnungen, Anmerkungen) | Anmerkungen                         |
| Jahr | Titel       | DE | AT | CH | UK | US | Anmerkungen                         |
| ---- | ----------- | --- | --- | --- | --- | --- | ----------------------------------- |
| 2001 | So Blu      | — | — | — | — | US8 Gold · (15 Wo.)US | Erstveröffentlichung: 31. Juli 2001 |
| 2003 | Bittersweet | — | — | CH82 (3 Wo.)CH | UK20 Gold · (12 Wo.)UK | US37 (7 Wo.)US | Erstveröffentlichung: 24. Juni 2003 |

### Kompilationen
- 2005: Hit ’Em Up Style: Chart and Club Hits of

### Singles
| Jahr | Titel Album                      | Höchstplatzierung, Gesamtwochen, AuszeichnungChartplatzierungen (Jahr, Titel, Album, Platzierungen, Wochen, Auszeichnungen, Anmerkungen) | Höchstplatzierung, Gesamtwochen, AuszeichnungChartplatzierungen (Jahr, Titel, Album, Platzierungen, Wochen, Auszeichnungen, Anmerkungen) | Höchstplatzierung, Gesamtwochen, AuszeichnungChartplatzierungen (Jahr, Titel, Album, Platzierungen, Wochen, Auszeichnungen, Anmerkungen) | Höchstplatzierung, Gesamtwochen, AuszeichnungChartplatzierungen (Jahr, Titel, Album, Platzierungen, Wochen, Auszeichnungen, Anmerkungen) | Höchstplatzierung, Gesamtwochen, AuszeichnungChartplatzierungen (Jahr, Titel, Album, Platzierungen, Wochen, Auszeichnungen, Anmerkungen) | Anmerkungen                                            |
| Jahr | Titel Album                      | DE | AT | CH | UK | US | Anmerkungen                                            |
| ---- | -------------------------------- | --- | --- | --- | --- | --- | ------------------------------------------------------ |
| 2001 | Hit ’Em Up Style (Oops!) So Blu  | DE60 (9 Wo.)DE | — | CH77 (8 Wo.)CH | UK12 Silber · (10 Wo.)UK | US2 (34 Wo.)US | Erstveröffentlichung: 17. April 2001                   |
| 2003 | Breathe Bittersweet              | DE7 Gold · (17 Wo.)DE | AT11 (22 Wo.)AT | CH5 (30 Wo.)CH | UK1 ×2Doppelplatin · (24 Wo.)UK | US70 (20 Wo.)US | Erstveröffentlichung: 28. Juli 2003 feat. Sean Paul    |
| 2003 | Make Me Wanna Scream Bittersweet | DE58 (6 Wo.)DE | AT68 (4 Wo.)AT | CH60 (1 Wo.)CH | UK24 (2 Wo.)UK | — | Erstveröffentlichung: 1. Dezember 2003 feat. Ian Lewis |

Weitere Singles
- 2002: I’ll Find a Way
- 2002: Till I’m Gone

## Statistik

### Chartauswertung
|                     | DE    | AT    | CH    | UK    | US    |
| ------------------- | ----- | ----- | ----- | ----- | ----- |
| Nummer-eins-Alben   | DE—DE | AT—AT | CH—CH | UK—UK | US—US |
| Top-10-Alben        | DE—DE | AT—AT | CH—CH | UK—UK | US1US |
| Alben in den Charts | DE—DE | AT—AT | CH1CH | UK1UK | US2US |

|                       | DE    | AT    | CH    | UK    | US    |
| --------------------- | ----- | ----- | ----- | ----- | ----- |
| Nummer-eins-Singles   | DE—DE | AT—AT | CH—CH | UK1UK | US—US |
| Top-10-Singles        | DE1DE | AT—AT | CH1CH | UK1UK | US1US |
| Singles in den Charts | DE2DE | AT2AT | CH2CH | UK3UK | US2US |

### Auszeichnungen für Musikverkäufe
| Goldene Schallplatte - Australien - 2001: für die Single Hit ’Em Up Style (Oops!) - 2003: für die Single Breathe - Dänemark - 2024: für die Single Breathe - Norwegen - 2003: für die Single Breathe | Platin-Schallplatte - Neuseeland - 2022: für die Single Hit ’Em Up Style (Oops!) - 2024: für die Single Breathe |

Anmerkung: Auszeichnungen in Ländern aus den Charttabellen bzw. Chartboxen sind in ebendiesen zu finden.
| Land/RegionAuszeichnungen für Musikverkäufe (Land/Region, Auszeichnungen, Verkäufe, Quellen) | Silber  | Gold     | Platin     | Verkäufe  | Quellen           |
| -------------------------------------------------------------------------------------------- | ------- | -------- | ---------- | --------- | ----------------- |
| Australien (ARIA)                                                                            | —       | 2× Gold2 | —          | 70.000    | aria.com.au       |
| Dänemark (IFPI)                                                                              | —       | Gold1    | —          | 45.000    | ifpi.dk           |
| Deutschland (BVMI)                                                                           | —       | Gold1    | —          | 150.000   | musikindustrie.de |
| Neuseeland (RMNZ)                                                                            | —       | —        | 2× Platin2 | 60.000    | radioscope.co.nz  |
| Norwegen (IFPI)                                                                              | —       | Gold1    | —          | 5.000     | ifpi.no           |
| Vereinigte Staaten (RIAA)                                                                    | —       | Gold1    | —          | 500.000   | riaa.com          |
| Vereinigtes Königreich (BPI)                                                                 | Silber1 | Gold1    | 2× Platin2 | 1.500.000 | bpi.co.uk         |
| Insgesamt                                                                                    | Silber1 | 7× Gold7 | 4× Platin4 |           |                   |